# 板橋区立図書館

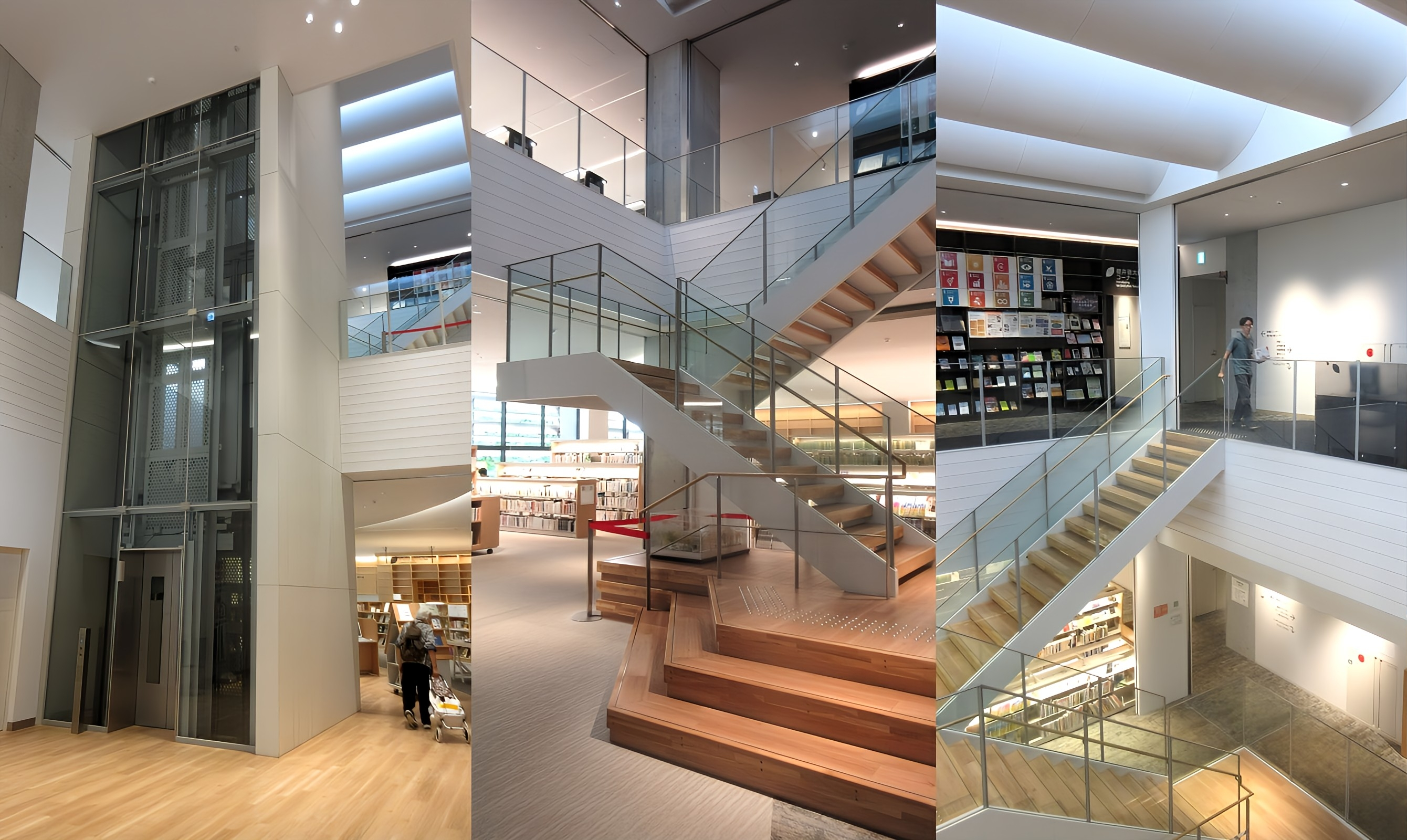
中央図書館 1F～3F

板橋区立図書館（いたばしくりつとしょかん）は、東京都板橋区の公立図書館。

## 概要
以下の12館が設置されている。
中央図書館
常盤台四丁目3番1号（板橋区平和公園内、いたばしボローニャ絵本館を併設）
赤塚図書館
赤塚6丁目38番1号 赤塚庁舎2階
清水図書館
泉町16番16号 清水地域センター3階
蓮根図書館
蓮根3丁目15番1-101号
氷川図書館
氷川町28番9号
高島平図書館
高島平3丁目13番1号
東板橋図書館
加賀1丁目10番15号
小茂根図書館
小茂根1丁目6番2号
西台図書館
西台3丁目13番2号
志村図書館
小豆沢1丁目8番1号（志村コミュニティホールと併設）
成増図書館
成増3丁目13番1号 アリエス3階（アートギャラリーと併設）
いたばしボローニャ絵本館
常盤台四丁目3番1号（板橋区平和公園内、中央図書館と併設）

## 沿革
- 1915年（大正4年）11月 - 赤塚尋常高等小学校（現・板橋区立赤塚小学校）内に赤塚簡易図書館が設置される。
- 1923年（大正12年） - 板橋小学校児童図書館が設置される。
- 1946年（昭和21年）12月 - 板橋高等小学校（後の板橋区立板橋第九小学校）に都立板橋図書館が設置される。
- 1947年（昭和22年）4月 - 板橋区に管理権が委任される。
  - 7月 - 一般公開。
- 1948年（昭和23年）12月 - 板橋図書館赤塚分館が設置される。
- 1950年（昭和25年）10月 - 最初の板橋区立図書館設置条例が制定される。
- 1955年（昭和30年）4月 - 板橋区民館内に移設。
- 1970年（昭和45年）12月1日 - 中央図書館が開館（常盤台1-13-1）。
- 1976年（昭和51年）5月1日 - 赤塚図書館が開館。
  - 7月1日 - 清水図書館が開館。
- 1978年（昭和53年）11月1日 - 蓮根図書館が開館。
- 1982年（昭和57年）9月5日 - 氷川図書館が開館。
- 1984年（昭和59年）10月25日 - 高島平図書館が開館。
- 1986年（昭和61年）12月20日 - 東板橋図書館が開館。
- 1988年（昭和63年）12月24日 - 小茂根図書館が開館。
- 1991年（平成3年）12月14日 - 西台図書館が開館。
- 1996年（平成8年）4月1日 - 志村図書館が開館。
- 1997年（平成9年）9月1日 - 成増図書館が開館。
- 2004年（平成16年）4月 - 一部の図書館で業務の部分委託を開始。
  - 9月15日 - いたばしボローニャ子ども絵本館が開館（本町24-1、旧板橋第三小学校）。
- 2008年（平成20年）4月 - 指定管理者制度導入。
- 2010年（平成22年）1月15日 - 清水図書館が建て替え。
- 2011年（平成23年）2月1日 - 赤塚図書館が建て替え[1]。
- 2020年（令和2年）12月20日 - 中央図書館といたばしボローニャ子ども絵本館が移転の為閉館[2]。
- 2021年（令和3年）3月28日 - 中央図書館といたばしボローニャ絵本館（いたばしボローニャ子ども絵本館から改称）が板橋区平和公園内に移転し開館[3][4][5]。
- 2022年（令和4年）10月7日 - 中央図書館が「2022年度グッドデザイン賞」を受賞[6]。

## 休館日
- 毎月第三月曜日（祝日は開館し翌平日）・月末（土日祝日は開館し翌平日）・年末年始